# 親衛隊及び警察指導者
親衛隊及び警察指導者（SS- und Polizeiführer）は、ナチス・ドイツの親衛隊（SS）及び警察を地域規模で指導した指導者の称号である。親衛隊及び警察最高級指導者（Höchste SS- und Polizeiführer、略称HöSSPF ）、親衛隊及び警察高級指導者（Höhere SS- und Polizeiführer、略称HSSPF）、親衛隊及び警察指導者（SS- und Polizeiführer、略称SSPF）の三等級が存在する。

## 歴史
1936年6月17日に親衛隊全国指導者ハインリヒ・ヒムラーが全ドイツ警察長官に任じられた。ヒムラーはこの権限に基づき、1937年11月13日に「親衛隊及び警察高級指導者」（Höhere SS- und Polizeiführer、略称HSSPF）の職を新設してドイツの各地域に配置した。
各地域の「親衛隊及び警察高級指導者」はヒムラーの親衛隊全国指導者と警察長官の地位をその地域で代理する権限を持ち、管轄地域の一般親衛隊・武装親衛隊・警察に指揮権を有した。
基本的には一般親衛隊の親衛隊上級地区（SS-Oberabschnitt）指導者（Führer）の地位にある者が兼務していた。ヒムラーは1939年12月18日の命令で「親衛隊及び警察高級指導者は親衛隊、秩序警察、保安警察、SD（親衛隊情報部）、必要な限りにおいてあらゆる機関に命令できる」と定めた。
この職の新設をめぐってはヒムラーと国家保安本部・保安警察の長官ラインハルト・ハイドリヒの権力争いが背景にあったようである。保安警察を指揮する「保安警察監察官」（Inspekteur der SiPo、略称IdS）の指揮権についてヒムラーは「保安警察監察官は国家保安本部の直接指揮を受け、親衛隊及び警察高級指導者の間接指揮を受ける」と曖昧に定義したため、ハイドリヒの国家保安本部と各地の親衛隊及び警察指導者の間でしばしば指揮権の競合が生じるようになった。SDや保安警察の指揮権を自分から奪い取ることを目的としていると感じ取ったハイドリヒは、この「ヒムラーの代理人」達と潜在的に争うようになっていった。独ソ戦中にハイドリヒは国家保安本部の指揮のみを受ける「保安警察及びSD司令官」（Befehlshaber der SiPo und SD、略称BdS）を設置し、保安警察とSDを自分が指揮する体制の強化をはかっている。
第二次世界大戦開戦後にドイツが獲得したドイツ本国以外の占領地域には親衛隊上級地区の指定がなかったので親衛隊及び警察高級指導者だけが配置された。ドイツ本国以外の「親衛隊及び警察高級指導者」の管轄にはさらに細かく区分して「親衛隊及び警察指導者」（SS- und Polizeiführer、略称SSPF）という役職も置かれた。イタリアを管轄とするカール・ヴォルフとウクライナを管轄とするハンス・アドルフ・プリュッツマンの両名は「親衛隊及び警察高級指導者」より上位の「親衛隊及び警察最高級指導者」（Höchste SS- und Polizeiführer、略称HöSSPF ）に任命されている。
ヒムラーは親衛隊及び警察指導者の権限を拡大して親衛隊と警察の自分の直接支配体制を強めようとしたが、巨大な存在になりすぎた国家保安本部を前にしてはヒムラーといえども強引には推し進められなかった。
結局のところ親衛隊及び警察指導者の警察に対する指揮権の強弱は地域差が激しく、一般にはそれほど強力な実権は有していなかったといえる。親衛隊及び警察指導者の存在はいたずらに警察指揮権を混乱させる存在でもあった。

## 主な親衛隊及び警察指導者

### 親衛隊及び警察最高級指導者（HöSSPF）
- 「イタリア」親衛隊及び警察最高級指導者（Höchste SS- und Polizeiführer „Italien“）
独断で降伏したイタリアをドイツ軍が占領した後に創設された。イタリアに駐留する親衛隊及び警察を管轄。本部はローマ。「アドリア海沿岸」親衛隊及び警察高級指導者と「イタリア西部」親衛隊及び警察高級指導者を統括した。「イタリア西部」親衛隊及び警察高級指導者は「イタリア」親衛隊及び警察最高級指導者と一体である。
  1. 1943年9月23日‐1945年5月8日、親衛隊大将[8]カール・ヴォルフ
- 「ウクライナ」親衛隊及び警察最高級指導者（Höchste SS- und Polizeiführer „Ukraine“）
ドイツが占領したウクライナに駐留する親衛隊及び警察を管轄。本部はキエフ。「黒海」親衛隊及び警察高級指導者と「南ロシア」親衛隊及び警察高級指導者を統括した。
  1. 1943年10月29日-1944年9月、親衛隊大将ハンス・アドルフ・プリュッツマン

### 親衛隊及び警察高級指導者（HSSPF）
- 「北東」親衛隊及び警察高級指導者（Höhere SS- und Polizeiführer „Nordost“）
東プロイセンの親衛隊及び警察を管轄する。親衛隊上級地区「北東」（SS-Oberabschnitt „Nordost“）に相当する。本部はケーニヒスベルクにあった。
  1. 1938年6月28日-1940年6月19日、親衛隊中将ヴィルヘルム・レディース
  2. 1940年6月21日‐1941年5月1日、親衛隊中将ヤーコプ・シュポレンベルク
  3. 1941年5月1日‐1945年5月8日、親衛隊中将ハンス・アドルフ・プリュッツマン
- 「バルト海」親衛隊及び警察高級指導者（Höhere SS- und Polizeiführer „Ostsee“）
ポメラニアやメクレンブルクの全域、マルク・ブランデンブルクの一部の親衛隊及び警察を管轄する。はじめは「北」親衛隊及び警察高級指導者と命名されていたが、後にノルウェーの同職が「北」親衛隊及び警察高級指導者と命名されたので区別のためこの名称に変更された。親衛隊上級地区「バルト海」（SS-Oberabschnitt „Ostsee“） に相当する。本部はシュテッティンにあった。
  1. 1938年8月28日‐1945年5月、親衛隊中将エミール・マツゥー
- 「シュプレー」親衛隊及び警察高級指導者（Höhere SS- und Polizeiführer „Spree“）
首都ベルリンを中心にブランデンブルク州の親衛隊及び警察を管轄する。はじめは「東」親衛隊及び警察指導者と命名されていたが、1939年9月にポーランドの同職が「東」親衛隊及び警察高級指導者と命名されたので区別のためこの名称に変更された。本部はベルリンにあった。
  1. 1939年9月2日‐1945年5月8日、親衛隊大将アウグスト・ハイスマイヤー
- 「エルベ」親衛隊及び警察高級指導者（Höhere SS- und Polizeiführer „Elbe“）
ザクセン全域、ハレ・メルゼブルク（ドイツ語版）の一部、テューリンゲンの一部、ニーダーシュレージエン（ドイツ語版）の一部、ズデーテン地方の一部などの親衛隊及び警察を管轄する。本部はドレスデンにあった。
  1. 1938年6月28日‐1940年4月20日、親衛隊中将テオドール・ベルケルマン
  2. 1940年4月20日‐1944年2月11日、親衛隊大将ウード・フォン・ヴォイルシュ
  3. 1944年2月11日‐1945年5月8日、親衛隊中将ルドルフ＝ヘルマン・フォン・アルフェンスレーベン
- 「南西」親衛隊及び警察高級指導者（Höhere SS- und Polizeiführer „Südwest“）
バーデンやヴュルテンベルクなどの親衛隊及び警察を管轄する。親衛隊上級地区「南西」（SS-Oberabschnitt „Südwest“）に相当する。本部はシュトゥットガルトにあった。
  1. 1939年9月6日‐1943年4月21日、親衛隊中将クルト・カウル（ドイツ語版）
  2. 1943年4月21日‐1945年5月、親衛隊中将オットー・ホフマン
- 「西」親衛隊及び警察高級指導者（Höhere SS- und Polizeiführer „West“）
エッセン、デュッセルドルフ、ケルン、アーヘン、ヴェストファーレン北部、ヴェストファーレン南部などの親衛隊及び警察を管轄する。親衛隊上級地区「西」（SS-Oberabschnitt „West“） に相当する。本部はデュッセルドルフにあった。
  1. 1938年6月11日‐1940年4月20日、親衛隊大将フリッツ・ヴァイツェル
  2. 1940年4月20日‐1940年7月9日、親衛隊中将テオドール・ベルケルマン
  3. 1940年7月12日‐1941年6月29日、親衛隊大将フリードリヒ・イェッケルン
  4. 1941年5月1日‐1945年5月8日、親衛隊少将カール・グーテンベルガー
- 「南」親衛隊及び警察高級指導者（Höhere SS- und Polizeiführer „Süd“）
ミュンヘンを中心にしたバイエルン州の親衛隊及び警察を管轄した。親衛隊上級地区「南」（SS-Oberabschnitt „Süd“） に相当する。本部はミュンヘンにあった。
  1. 1938年4月12日‐1945年4月、親衛隊大将フリードリヒ・カール・フォン・エーベルシュタイン男爵
  2. 1945年4月‐1945年5月、親衛隊大将ヴィルヘルム・コッペ
- 「南東」親衛隊及び警察高級指導者（Höhere SS- und Polizeiführer „Südost“）
オーバーシュレージエン（ドイツ語版）、ニーダーシュレージエンの一部、ズデーテン地方の一部などの親衛隊及び警察を管轄。親衛隊上級地区「南東」（SS-Oberabschnitt „Südost“）に相当する。本部はブレスラウにあった。
  1. 1938年6月28日‐1941年5月20日、親衛隊大将エーリヒ・フォン・デム・バッハ＝ツェレウスキー
  2. 1941年5月20日‐1945年2月20日、親衛隊大将ハインリヒ・シュマウザー
  3. 1945年2月20日‐1945年3月17日、親衛隊少将ヴァルター・ビーアカンプ（ドイツ語版）（臨時）
  4. 1945年3月17日‐1945年5月8日、親衛隊大将リヒャルト・ヒルデブラント
- 「フルダ＝ヴェラ」親衛隊及び警察高級指導者（Höhere SS- und Polizeiführer „Fulda-Werra“）
カッセル、ヴァイマル、クールヘッセン（ドイツ語版）全域、テューリンゲンの一部、ハレ・メルゼブルクの一部、南ハノーファー・ブラウンシュヴァイクの一部、ヘッセン・ナッサウ（ドイツ語版）の一部、ヴェストファーレン南方の一部などの親衛隊及び警察を管轄。ヴァルデック侯国侯世子ヨシアス・ツー・ヴァルデック＝ピルモントが指導者を務めていたため、本部はヴァルデック＝ピルモント侯家の居城のあるアロルゼンにあった。
  1. 1938年10月6日‐1945年5月8日、親衛隊大将ヨシアス・ツー・ヴァルデック＝ピルモント侯世子
- 「北海」親衛隊及び警察高級指導者（Höhere SS- und Polizeiführer „Nordsee“）
ハンブルク、シュレースヴィヒ・ホルシュタイン、ヴェーザー・エムスの一部、東ハノーファーの一部、南ハノーファー・ブラウンシュヴァイクの一部などの親衛隊及び警察を管轄。本部はハンブルクにあった。
  1. 1938年6月28日‐1941年5月1日、親衛隊中将ハンス・アドルフ・プリュッツマン
  2. 1941年4月30日‐1943年1月30日、親衛隊中将ルドルフ・クヴェルナー
  3. 1943年2月16日‐1945年5月8日、親衛隊少将ゲオルク・フォン・バッセヴィッツ＝ベール伯爵
- 「中央」親衛隊及び警察高級指導者（Höhere SS- und Polizeiführer „Mitte“）
本部はブラウンシュヴァイク。
  1. 1938年6月28日‐1940年7月11日、親衛隊大将フリードリヒ・イェッケルン
  2. 1940年7月11日‐1943年9月15日、親衛隊中将ギュンター・パンケ
  3. 1943年9月17日‐1944年10月5日、親衛隊中将ヘルマン・ヘーフレ
  4. 1944年10月5日‐1945年5月8日、親衛隊大将ルドルフ・クヴェルナー
- 「ライン」親衛隊及び警察高級指導者（Höhere SS- und Polizeiführer „Rhein“）
後に「ヴェストマルク」と合併して「ライン＝ヴェストマルク」となる。本部はヴィースバーデンにあった。
  1. 1939年4月1日‐1939年10月1日、親衛隊中将リヒャルト・ヒルデブラント
  2. 1939年10月1日‐1940年7月24日、親衛隊少将ヤーコプ・シュポレンベルク
  3. 1940年7月24日‐1941年11月11日、親衛隊少将エルヴィン・レーゼナー
  4. 1941年12月10日‐1943年5月21日、親衛隊中将テオドール・ベルケルマン
- 「ヴェストマルク」親衛隊及び警察高級指導者（Höhere SS- und Polizeiführer „Westmark“）
後に「ライン」と合併して「ライン＝ヴェストマルク」となる。本部はメッツ。
  1. 1940年7月19日‐1943年5月21日、親衛隊中将テオドール・ベルケルマン
- 「ライン＝ヴェストマルク」親衛隊及び警察高級指導者（Höhere SS- und Polizeiführer „Rhein-Westmark“）
「ヴェストマルク」と「ライン」が合併して誕生。本部はザールブリュッケン。
  1. 1943年5月21日‐1943年11月11日、親衛隊大将テオドール・ベルケルマン
  2. 1943年11月11日‐1945年5月8日、親衛隊中将ユルゲン・シュトロープ
- 「マイン」親衛隊及び警察高級指導者（Höhere SS- und Polizeiführer „Main“）
本部はニュルンベルク。
  1. 1938年3月12日‐1942年12月17日、親衛隊大将フリードリヒ・カール・フォン・エーベルシュタイン男爵
  2. 1942年12月17日‐1945年5月8日、親衛隊少将ベンノ・マルティン博士
- 「ドナウ」親衛隊及び警察高級指導者（Höhere SS- und Polizeiführer „Donau“）
1938年に併合したオーストリア北部の親衛隊及び警察を管轄。本部はウィーン。
  1. 1938年9月11日‐1943年1月31日、親衛隊少将エルンスト・カルテンブルンナー博士
  2. 1943年1月31日‐1944年10月5日、親衛隊中将ルドルフ・クヴェルナー
  3. 1944年10月5日‐1945年5月8日、親衛隊中将ヴァルター・シーマナ
- 「アルペンラント」親衛隊及び警察高級指導者（Höhere SS- und Polizeiführer „Alpenland“）
1938年に併合したオーストリア南部の親衛隊及び警察を管轄。本部はザルツブルク。
  1. 1939年4月25日‐1941年4月30日、親衛隊少将アルフレート・ローデンビューヒャー（ドイツ語版）
  2. 1941年4月30日‐1941年11月24日、親衛隊少将グスタフ・アドルフ・シェール
  3. 1941年11月24日‐1945年5月8日、親衛隊中将エルヴィン・レーゼナー
- 「ベーメン・メーレン」親衛隊及び警察高級指導者（Höhere SS- und Polizeiführer „Böhmen und Mähren“）
1939年に併合したチェコスロヴァキアの親衛隊及び警察を管轄。本部はプラハ。
  1. 1939年4月28日‐1945年4月、親衛隊少将カール・ヘルマン・フランク
  2. 1945年4月‐1945年5月、親衛隊大将リヒャルト・ヒルデブラント
- 「ヴァイクセル」親衛隊及び警察高級指導者（Höhere SS- und Polizeiführer „Weichsel“）
ポーランド侵攻後、ドイツ本国領土に編入された旧ポーランド領の西プロイセンの親衛隊及び警察を管轄。1939年9月21日に「ダンツィヒ＝西プロイセン」親衛隊及び警察高級指導者（Höhere SS- und Polizeiführer „Danzig-Westpreußen“）として発足。1939年11月9日に同じ区域に親衛隊上級地区「ヴァイクセル」（SS-Oberabschnitt „Weichsel“）が設置されたのを機に「ヴァイクセル」親衛隊及び警察高級指導者に改名された。本部はダンツィヒ。
  1. 1939年9月21日‐1943年4月20日、親衛隊中将リヒャルト・ヒルデブラント
  2. 1943年4月20日‐1945年5月、親衛隊中将フリッツ・カッツマン
- 「ヴァルテ」親衛隊及び警察高級指導者（Höhere SS- und Polizeiführer „Warthe“）
ポーランド侵攻後、ドイツ本国領土に編入された旧ポーランド領のヴァルテラントの親衛隊及び警察を管轄。本部はポーゼンにあった。親衛隊上級地区「ヴァルテ」（SS-Oberabschnitt „Warthe“）も置かれ、「ヴァルテ」親衛隊及び警察高級指導者が兼務した。
  1. 1939年10月9日‐1943年11月9日、親衛隊大将ヴィルヘルム・コッペ
  2. 1943年9月11日‐1943年12月27日、親衛隊大将テオドール・ベルケルマン
  3. 1944年1月29日‐1944年12月30日、親衛隊少将ハインツ・ラインファルト
  4. 1944年12月30日‐1945年5月、親衛隊中将ヴィリー・シュメルヒャー（ドイツ語版）
- 「東」親衛隊及び警察高級指導者（Höhere SS- und Polizeiführer „Ost“）
ポーランド総督府統治領域の親衛隊及び警察を管轄。本部はクラカウ。
  1. 1939年9月10日‐1939年10月1日、親衛隊中将テオドール・アイケ
  2. 1939年10月4日‐1943年11月9日、親衛隊大将フリードリヒ・ヴィルヘルム・クリューガー
  3. 1943年11月9日‐1945年4月、親衛隊大将ヴィルヘルム・コッペ
- 「北」親衛隊及び警察高級指導者（Höhere SS- und Polizeiführer „Nord“）
ドイツが占領したノルウェーの親衛隊及び警察を管轄。本部はオスロ。
  1. 1940年4月20日‐1940年6月19日、親衛隊大将フリッツ・ヴァイツェル
  2. 1940年6月19日‐1945年5月8日、親衛隊大将ヴィルヘルム・レディース
- 「北西」親衛隊及び警察高級指導者（Höhere SS- und Polizeiführer „Nordwest“）
ドイツが占領したオランダの親衛隊及び警察を管轄。本部はデン・ハーグ。
  1. 1940年6月26日‐1945年5月8日、親衛隊大将ハンス・アルビン・ラウター
  2. 1945年3月10日‐1945年4月（代理）、親衛隊少将カール・エバーハルト・シェーンガルト博士
- 「オストラント及び北ロシア」親衛隊及び警察高級指導者（Höhere SS- und Polizeiführer „Ostland und Rußland-Nord“）
ドイツ国防軍A軍集団の背後の占領地域の親衛隊及び警察を管轄。本部はラトビアのリガ。
  1. 1941年6月29日‐1941年11月1日、親衛隊中将ハンス・アドルフ・プリュッツマン
  2. 1941年11月1日‐1945年5月、親衛隊大将フリードリヒ・イェッケルン
  3. 1945年1月30日‐1945年5月(代理)、親衛隊中将ヘルマン・ベーレンツ博士
- 「南ロシア」親衛隊及び警察高級指導者（Höhere SS- und Polizeiführer „Rußland-Süd“）
ドイツ国防軍B軍集団の背後の占領地域の親衛隊及び警察を管轄。本部はキエフ。指導者のプリュッツマンは後に「ウクライナ」親衛隊及び警察最高級指導者になる。「南ロシア」親衛隊及び警察高級指導者はその従属機関となった。
  1. 1941年6月23日‐1941年12月11日、親衛隊大将フリードリヒ・イェッケルン
  2. 1941年12月11日‐1944年3月18日、親衛隊大将ハンス・アドルフ・プリュッツマン
- 「黒海」親衛隊及び警察高級指導者（Höhere SS- und Polizeiführer „Schwarzes Meer“）
本部はニコライェフ。「南ロシア」親衛隊及び警察高級指導者とともに「ウクライナ」親衛隊及び警察最高級指導者に従属した。1944年9月13日にはルーマニアのジーベンビュルゲン管轄となり、「ジーベンビュルゲン（Siebenbürgen）」親衛隊及び警察高級指導者に名称が変更された。
  1. 1943年10月29日‐1943年12月25日、親衛隊少将ルドルフ＝ヘルマン・フォン・アルフェンスレーベン
  2. 1943年12月25日‐1944年9月16日、親衛隊大将リヒャルト・ヒルデブラント
  3. 1944年9月16日‐1944年9月18日、親衛隊大将アルトゥール・フレプス
- 「ギリシア」親衛隊及び警察高級指導者（Höhere SS- und Polizeiführer „Griechenland“）
ドイツが占領したギリシアの親衛隊及び警察を管轄。本部はアテネ。
  1. 1943年9月8日‐1943年10月4日、親衛隊少将ユルゲン・シュトロープ
  2. 1943年10月18日‐1944年9月24日、親衛隊少将ヴァルター・シーマナ
  3. 1944年9月24日‐1944年11月18日、親衛隊少将ヘルマン・フランツ（ドイツ語版）
- 「アドリア海沿岸」親衛隊及び警察高級指導者（Höhere SS- und Polizeiführer „Adriatisches Küstenland“）
本部はトリエステ。「イタリア」親衛隊及び警察最高級指導者に従属する。
  1. 1943年9月13日‐1945年5月、親衛隊中将オディロ・グロボクニク
- 「デンマーク」親衛隊及び警察高級指導者（Höhere SS- und Polizeiführer „Dänemark“）
ドイツが占領したデンマークの親衛隊及び警察を管轄。本部はコペンハーゲン。
  1. 1943年10月6日‐1945年5月5日、親衛隊中将ギュンター・パンケ
- 「アルバニア」親衛隊及び警察高級指導者（Höhere SS- und Polizeiführer „Albanien“）
イタリア降伏後にドイツが占領したアルバニアの親衛隊及び警察を管轄。本部はティラナ。
  1. 1944年8月1日‐1945年1月1日、親衛隊少将ヨーゼフ・フィッツトゥーム
- 「ハンガリー」親衛隊及び警察高級指導者（Höhere SS- und Polizeiführer „Ungarn“）
枢軸国だったハンガリーの摂政ホルティ・ミクローシュが連合軍と休戦協定を結ぼうとしたことでハンガリーがドイツに占領されたため、創設された。本部はブダペスト。
  1. 1944年3月19日‐1945年2月11日、親衛隊大将オットー・ヴィンケルマン（ドイツ語版）
- 「ベルギー及び北フランス」親衛隊及び警察高級指導者（Höhere SS- und Polizeiführer „Belgien-Nordfrankreich“）
本部はブリュッセル。
  1. 1944年8月1日‐1944年9月16日、親衛隊中将リヒャルト・ユングクラウス（ドイツ語版）
  2. 1944年9月22日‐1945年1月18日、親衛隊大将フリードリヒ・イェッケルン
- 「スロヴァキア」親衛隊及び警察高級指導者（Höhere SS- und Polizeiführer „Slowakien“）
本部はプレスブルク。
  1. 1944年8月31日‐1944年9月20日、親衛隊大将ゴットロープ・ベルガー
  2. 1944年9月20日‐1945年5月、親衛隊大将ヘルマン・ヘーフレ
- 「中央ロシア及び白ロシア」親衛隊及び警察高級指導者（Höhere SS- und Polizeiführer „Rußland-Mitte und Weißruthenien“）
ドイツ国防軍C軍集団の背後の占領地域の親衛隊及び警察を管轄。本部ははじめモギレフ、後にミンスクへ移った。
  1. 1941年5月1日‐1944年6月21日、親衛隊中将エーリヒ・フォン・デム・バッハ＝ツェレウスキー
  2. 1942年1月2日‐1943年3月24日（代理）、親衛隊中将カール・フリードリヒ・フォン・ピュックラー＝ブルクハウス伯爵
  3. 1943年3月24日‐1943年7月5日（代理）、親衛隊中将ゲレット・コルゼマン（ドイツ語版）
  4. 1943年7月5日‐1944年8月7日（代理）、親衛隊中将クルト・フォン・ゴットベルク
- 「セルビア・サンジャク・ モンテネグロ」親衛隊及び警察高級指導者（Höhere SS- und Polizeiführer „Serbien, Sandschack und Montenegro“）
ドイツが占領したユーゴスラヴィア東部と南部の親衛隊及び警察を管轄。本部はベオグラード。
  1. 1942年1月24日‐1944年4月1日、親衛隊中将アウグスト・エドラー・フォン・マイスナー（ドイツ語版）
  2. 1944年4月1日‐1944年10月、親衛隊少将ヘルマン・ベーレンツ博士
- 「フランス」親衛隊及び警察高級指導者（Höhere SS- und Polizeiführer „Frankreich“）
ドイツが占領したフランスの親衛隊及び警察を管轄。本部はパリ。
  1. 1942年5月5日‐1944年11月28日、親衛隊大将カール・オーベルク
- 「クロアチア」親衛隊及び警察高級指導者（Höhere SS- und Polizeiführer „Kroatien“）
ドイツが占領したクロアチアとユーゴスラヴィア西部の親衛隊及び警察を管轄。本部はエセック。
  1. 1943年3月13日‐1945年1月10日、親衛隊中将コンスタンティン・カマーホーファー（ドイツ語版）

### 親衛隊及び警察指導者（SSPF）
「東」親衛隊及び警察高級指導者（Höhere SS- und Polizeiführer „Ost“）指揮下
- 「クラカウ」親衛隊及び警察指導者（SS- und Polizeiführer „Krakau“）
  1. 1939年11月24日‐1940年10月1日、親衛隊中将カール・ツェッヒ（ドイツ語版）
  2. 1940年10月1日‐1941年8月4日、親衛隊上級大佐ハンス・シュヴェートラー（ドイツ語版）
  3. 1941年8月4日‐1944年3月1日、親衛隊上級大佐ユリアン・シェルナー
  4. 1944年3月1日‐1945年1月19日、親衛隊少将テオバルト・ティール（ドイツ語版）
- 「ルブリン」親衛隊及び警察指導者（SS- und Polizeiführer „Lublin“）
  1. 1939年11月‐1943年8月16日、親衛隊少将オディロ・グロボクニク
  2. 1943年8月16日‐1944年11月25日、親衛隊中将ヤーコプ・シュポレンベルク
- 「ラドム」親衛隊及び警察指導者（SS- und Polizeiführer „Radom“）
  1. 1939年11月30日‐1941年8月8日、親衛隊上級大佐フリッツ・カッツマン
  2. 1941年8月8日‐1942年5月12日、親衛隊少将カール・オーベルク
  3. 1942年5月12日‐1945年1月16日、親衛隊大佐ヘルベルト・ベッチャー（ドイツ語版）
- 「ワルシャワ」親衛隊及び警察指導者（SS- und Polizeiführer „Warschau“）
  1. 1939年11月14日‐1941年8月4日、親衛隊中将パウル・モーダー（ドイツ語版）
  2. 1941年8月4日‐1943年4月23日、親衛隊上級大佐アルパート・ヴィーガント（ドイツ語版）
  3. 1942年7月22日‐1943年4月19日（代理）、親衛隊上級大佐フェルディナント・フォン・ザンメルン・フランケネック博士
  4. 1943年4月19日‐1943年9月13日、親衛隊少将ユルゲン・シュトロープ
  5. 1943年9月25日‐1944年2月1日、親衛隊少将フランツ・クッチェラ
  6. 1944年2月1日‐1944年3月31日、親衛隊上級大佐ヴァルター・シュタイン（スウェーデン語版）
  7. 1944年3月31日‐1945年2月1日、親衛隊上級大佐パウル・オットー・ガイベル
- 「レンベルク」親衛隊及び警察指導者（SS- und Polizeiführer „Lemberg“）
  1. 1941年8月8日‐1943年4月20日、親衛隊上級大佐フリッツ・カッツマン
  2. 1943年4月20日‐1943年7月29日、親衛隊大佐ヴィリー・オスト（ドイツ語版）
  3. 1943年7月29日‐1944年2月25日、親衛隊少将テオバルト・ティール（ドイツ語版）
  4. 1944年2月25日‐1944年9月16日、親衛隊少将クリストフ・ディーム（ドイツ語版）

「オストラント及び北ロシア」親衛隊及び警察高級指導者（Höhere SS- und Polizeiführer „Ostland und Rußland-Nord“）指揮下
- 「エストニア」親衛隊及び警察指導者（SS- und Polizeiführer „Estland“）
  1. 1941年8月4日-1944年4月1日、親衛隊上級大佐ヒンリヒ・メラー（ドイツ語版）
  2. 1944年4月1日-1944年10月19日、親衛隊少将ヴァルター・シュレーダー（ドイツ語版）
- 「ラトビア」親衛隊及び警察指導者（SS- und Polizeiführer „Lettland“）
  1. 1941年8月4日-1944年10月19日、親衛隊上級大佐ヴァルター・シュレーダー（ドイツ語版）
- 「リトアニア」親衛隊及び警察指導者（SS- und Polizeiführer „Litauen“）
  1. 1941年8月11日-1943年7月2日、親衛隊少将ルツィアン・ヴュゾキー（ドイツ語版）
  2. 1943年7月2日-1944年4月8日、親衛隊少将ヘルマン・ハルム（ドイツ語版）
  3. 1944年4月8日-1944年9月15日、親衛隊少将クルト・ヒンツェ（ドイツ語版）
- 「白ロシア」親衛隊及び警察指導者（SS- und Polizeiführer „Weißruthenien“）
  1. 1941年7月21日-1941年8月14日、親衛隊中将ヤーコプ・シュポレンベルク
  2. 1941年8月14日-1942年5月22日、親衛隊少将カール・ツェナー（ドイツ語版）
  3. 1942年5月22日-1942年7月21日、親衛隊上級大佐カール・シェーファー（スウェーデン語版）
  4. 1942年7月21日-1943年9月22日、親衛隊少将クルト・フォン・ゴットベルク
  5. 1943年9月6日-1944年4月1日、親衛隊大佐エーリヒ・エーアリンガー

「南ロシア」親衛隊及び警察高級指導者（Höhere SS- und Polizeiführer „Rußland-Süd“）指揮下
- 「ヴォルヒニア＝ブレスト＝リトフスク」親衛隊及び警察指導者（SS- und Polizeiführer „Wolhynien-Brest-Litovsk“）
  1. 1941年9月4日- 1942年9月1日、親衛隊上級大佐ヴァルデマール・ヴァッペンハンス（ドイツ語版）
- 「ロフノ」親衛隊及び警察指導者（SS- und Polizeiführer „Rowno“）
  1. 1941年9月4日- 1942年1月1日、親衛隊少将ゲレット・コルゼマン（ドイツ語版）
  2. 1942年9月1日- 1944年6月6日、親衛隊上級大佐ヴィルヘルム・ギュンター（ドイツ語版）
- 「ハリコフ」親衛隊及び警察指導者（SS- und Polizeiführer „Charkow“）
  1. 1941年8月4日- 1943年5月19日、親衛隊少将ヴィリー・テンスフェルト（ドイツ語版）
  2. 1943年10月10日- 1943年9月11日、親衛隊中将ハンス・ハルターマン（ドイツ語版）
  3. 1943年9月11日- 1943年10月18日、親衛隊少将ギュンター・メルク（スウェーデン語版）博士
- 「ドニェプロペトロフスク＝クリヴォイ・ログ」親衛隊及び警察指導者（SS- und Polizeiführer „Dnjepropetrowsk-Krivoi-Rog“）
  1. 1941年11月11日- 1942年8月1日、親衛隊上級大佐ゲオルク・フォン・バッセヴィッツ＝ベール伯爵
  2. 1942年8月1日- 1942年10月4日、親衛隊少将ヘルマン・ハルム（ドイツ語版）
  3. 1942年10月4日- 1943年10月4日、親衛隊少将ヴァルデマール・ヴァッペンハンス（ドイツ語版）
  4. 1943年10月4日- 1943年11月2日、親衛隊少将カール・シェーファー（スウェーデン語版）
- 「キエフ」親衛隊及び警察指導者（SS- und Polizeiführer „Kiew“）
  1. 1941年10月11日-1943年5月19日、親衛隊少将ハンス・ハルターマン（ドイツ語版）
  2. 1943年5月1日-1943年12月、親衛隊中将パウル・ヘンニッケ（ドイツ語版）
- 「ニコライェフ」親衛隊及び警察指導者（SS- und Polizeiführer „Nikolajew“）
  1. 1941年10月11日-1942年9月1日、親衛隊少将フリッツ・ティトマン（ドイツ語版）
  2. 1942年9月1日-1943年4月、親衛隊少将ヴァルデマール・ヴァッペンハンス（ドイツ語版）
  3. 1943年4月-1943年10月10日、親衛隊少将パウル・ツィンマーマン（ドイツ語版）
  4. 1943年10月6日-1944年2月11日、親衛隊中将、ルドルフ＝ヘルマン・フォン・アルフェンスレーベン
- 「スタニスラフ＝ロストフ」親衛隊及び警察指導者（SS- und Polizeiführer „Stanislav-Rostow“）
  1. 1941年8月4日- 1942年5月27日、親衛隊上級大佐リヒャルト・ヴェントラー（ドイツ語版）博士
  2. 1942年5月27日 -1942年10月1日、親衛隊少将ゲレット・コルゼマン（ドイツ語版）
  3. 1942年10月1日-1943年5月1日、親衛隊少将パウル・ヘンニッケ（ドイツ語版）
- 「シトミール」親衛隊及び警察指導者（SS- und Polizeiführer „Shitomir“）
  1. 1941年10月22日- 1943年5月20日、親衛隊大佐オットー・ヘルヴィヒ（ドイツ語版）
  2. 1943年5月20日- 1943年9月25日、親衛隊少将ヴィリー・シュメルヒャー（ドイツ語版）
  3. 1943年9月25日- 1943年10月21日、親衛隊中佐ハンス・トラウペ（英語版）
  4. 1943年10月31日- 1944年1月25日、親衛隊上級大佐エルンスト・ハルトマン（ドイツ語版）
  5. 1944年1月25日- 1944年2月25日、親衛隊少将クリストフ・ディーム（ドイツ語版）
- 「タウリカ＝クリミア＝シンフェロポリ」親衛隊及び警察指導者（SS- und Polizeiführer „Taurien-Krim-Simferopol“）
  1. 1941年11月19日- 1944年10月6日、親衛隊少将ルドルフ＝ヘルマン・フォン・アルフェンスレーベン
- 「スターリノ＝ドネツ地方」親衛隊及び警察指導者（SS- und Polizeiführer „Stalino-Donezgebiet“）
  1. 1941年11月19日- 1943年5月19日、親衛隊上級大佐ハンス・デーリング（ドイツ語版）
  2. 1943年5月19日- 1943年9月4日、親衛隊少将ヴィリー・テンスフェルト（ドイツ語版）
- 「チェルニゴフ」親衛隊及び警察指導者（SS- und Polizeiführer „Tschernigow“）
  1. 1941年10月22日-1941年11月19日、親衛隊少将ルドルフ＝ヘルマン・フォン・アルフェンスレーベン
  2. 1941年11月19日- 1943年7月1日、親衛隊上級大佐ヴィリー・シュメルヒャー（ドイツ語版）
  3. 1943年7月1日-1943年10月31日、親衛隊上級大佐エルンスト・ハルトマン（ドイツ語版）
- 「北コーカサス」親衛隊及び警察指導者（SS- und Polizeiführer „Nordkaukasien“）
  1. 1942年8月21日‐1942年10月1日、親衛隊中佐カール＝ハインツ・ビュルガー（ドイツ語版）
- 「アウデイェフカ」親衛隊及び警察指導者（SS- und Polizeiführer „Awdejewka“）
  1. 1942年10月1日‐1943年12月1日、親衛隊大佐カール＝ハインツ・ビュルガー（ドイツ語版）
- 「コーカサス=クバン」親衛隊及び警察指導者（SS- und Polizeiführer „Kaukasien-Kuban“）
  1. 1942年8月21日‐1942年11月11日、、親衛隊少将コンスタンティン・カマーホーファー（ドイツ語版）
  2. 1942年11月14日‐1943年5月3日、、親衛隊少将テオバルト・ティール（ドイツ語版）
- 「山岳民＝オルジョニキーゼ」親衛隊及び警察指導者（SS- und Polizeiführer „Bergvölker-Ordskonikidse“）
  1. 1942年5月7日‐1942年8月23日、親衛隊上級大佐ヴィルヘルム・ギュンター（ドイツ語版）
- 「アゼルバイジャン」親衛隊及び警察指導者（SS- und Polizeiführer „Aserbaidschan“）
  1. 1942年11月14日‐1943年4月21日、親衛隊少将コンスタンティン・カマーホーファー（ドイツ語版）
- 「ケルチ＝タマン半島」親衛隊及び警察指導者（SS- und Polizeiführer „Kertsch-Tamanhalbinsel“）
  1. 1943年5月3日‐1943年7月29日、親衛隊少将テオバルト・ティール（ドイツ語版）

「中央ロシア及び白ロシア」親衛隊及び警察高級指導者（Höhere SS- und Polizeiführer „Rußland-Mitte und Weißruthenien“）指揮下
- 「モギレフ」親衛隊及び警察指導者(SS- und Polizeiführer „Mogilew“)
  1. 1942年8月１日‐1943年4月20日、親衛隊少将ゲオルク・フォン・バッセヴィッツ＝ベール伯爵
  2. 1943年4月20日‐1943年9月20日、親衛隊少将フランツ・クッチェラ
  3. 1943年9月20日‐1944年7月12日、親衛隊中将ハンス・ハルターマン（ドイツ語版）
- 「プリピャチ」親衛隊及び警察指導者（SS- und Polizeiführer „Pripet“）
  1. 1943年12月18日‐1944年9月6日、親衛隊上級大佐エルンスト・ハルトマン（ドイツ語版）
- 「ビャウィストク」親衛隊及び警察指導者（SS- und Polizeiführer „Bialystok“）
  1. 1942年1月18日‐1943年1月30日、親衛隊大佐ヴェルナー・フロム（ドイツ語版）
  2. 1943年5月20日‐1944年7月18日、親衛隊少将オットー・ヘルヴィヒ（ドイツ語版）
  3. 1943年7月18日‐1944年10月22日、親衛隊上級大佐ハインツ・ロッホ（ドイツ語版）
- 「サラトフ」親衛隊及び警察指導者（SS- und Polizeiführer „Saratow“）
  1. 1941年9月4日-1941年11月30日、親衛隊大佐ヴァルター・シーマナ

「セルビア・サンジャク・モンテネグロ」親衛隊及び警察高級指導者（Höhere SS- und Polizeiführer „Serbien, Sandschack und Montenegro“）指揮下
- 「モンテネグロ」親衛隊及び警察指導者（SS- und Polizeiführer „Montenegro“）
  1. 1943年10月1日‐1944年10月20日、親衛隊少将リヒャルト・フィートラー（ドイツ語版）
- 「サンジャク」親衛隊及び警察指導者（SS- und Polizeiführer „Sandschack“）
  1. 1943年9月‐1944年6月21日、親衛隊大佐カール・フォン・クレンプラー（ドイツ語版）
  2. 1944年6月21日‐1944年11月28日、親衛隊上級大佐リヒャルト・カーゼラー（ドイツ語版）

「イタリア」親衛隊及び警察最高級指導者（Höchste SS- und Polizeiführer „Italien“）指揮下
- 「上部イタリア＝西部」親衛隊及び警察指導者（SS- und Polizeiführer „Oberitalien-West“）
  1. 1943年9月‐1944年6月21日、親衛隊少将ヴィリー・テンスフェルト（ドイツ語版）
- 「上部イタリア＝中央」親衛隊及び警察指導者（SS- und Polizeiführer „Oberitalien-Mitte“）
  1. 1943年9月‐1944年6月21日、親衛隊上級大佐エルンスト＝アルブレヒト・ヒルデブラント（ドイツ語版）
- 「中央イタリア＝ヴェローナ」親衛隊及び警察指導者（SS- und Polizeiführer „Mittelitalien-Verona“）
  1. 1943年12月1日‐1945年5月、親衛隊大佐カール＝ハインツ・ビュルガー（ドイツ語版）
- 「ボーツェン」親衛隊及び警察指導者（SS- und Polizeiführer „Bozen“）
  1. 1943年9月15日‐1945年5月、親衛隊少将カール・ブルンナー（ドイツ語版）

「北」親衛隊及び警察高級指導者（Höhere SS- und Polizeiführer „Nord“）指揮下
- 「北部ノルウェー」親衛隊及び警察指導者（SS- und Polizeiführer „Nord-Norwegen“）
  1. 1944年11月21日‐1945年5月、親衛隊上級大佐ハインツ・ロッホ（ドイツ語版）
- 「中部ノルウェー」親衛隊及び警察指導者（SS- und Polizeiführer „Mitte-Norwegen“）
  1. 1944年11月28日‐1945年5月、親衛隊上級大佐リヒャルト・カーゼラー（ドイツ語版）
- 「南部ノルウェー」親衛隊及び警察指導者（SS- und Polizeiführer „Süd-Norwegen“）
  1. 1944年11月21日‐1945年5月、親衛隊中将ヤーコプ・シュポレンベルク

「アルペンラント」親衛隊及び警察高級指導者（Höhere SS- und Polizeiführer „Alpenland“）指揮下
- 「ザルツブルク」親衛隊及び警察指導者（SS- und Polizeiführer „Salzburg“）
  1. 1944年4月‐1945年5月、親衛隊少将エルヴィン・シュルツ（ドイツ語版）

「南東」親衛隊及び警察高級指導者（Höhere SS- und Polizeiführer „Südost“）指揮下
- 「カトヴィッツ」親衛隊及び警察指導者（SS- und Polizeiführer „Kattowitz“）
  1. 1944年10月‐1945年、親衛隊少将クリストフ・ディーム（ドイツ語版）

「フランス」親衛隊及び警察高級指導者（Höhere SS- und Polizeiführer „Frankreich“）指揮下
- 「メッツ」親衛隊及び警察指導者（SS- und Polizeiführer „Metz“）
  1. 1944年10月1日‐1944年11月18日、親衛隊少将アントン・ドゥンケルン（ドイツ語版）
- 「上部アルザス」親衛隊及び警察指導者（SS- und Polizeiführer „Ober-Elsaß“）
  1. 1944年10月1日‐1945年5月、親衛隊中佐フリードリヒ・ズール

「デンマーク」親衛隊及び警察高級指導者（Höhere SS- und Polizeiführer „Dänemark“）指揮下
- 「コペンハーゲン」占領地区警察指導者（Polizeigebietsführer „Kopenhagen“）
  1. 1944年10月1日‐1945年5月、親衛隊少佐ヤーコプ・グロッベン（Jakob Grobben）

「クロアチア」親衛隊及び警察高級指導者（Höhere SS- und Polizeiführer „Kroatien“）指揮下
- 「アグラム」占領地区警察指導者（Polizeigebietsführer „Agram“）
  1. 1943年7月10日‐1944年12月28日、親衛隊少将ヴィリー・ブラントナー（ドイツ語版）
  2. 1944年12月28日‐1945年1月6日、親衛隊上級大佐オットー・ライヒ（ドイツ語版）
- 「バニャ・ルカ」占領地区警察指導者（Polizeigebietsführer „Banja Luca“）
  1. 1943年8月2日‐1945年4月20日、親衛隊大佐パウル・ダーム（ドイツ語版）
- 「エッセク」占領地区警察指導者（Polizeigebietsführer „Esseg“）
  1. 1943年7月15日‐1944年9月20日、親衛隊上級大佐フェルディナント・フォン・ザンメルン・フランケネック博士
  2. 1944年9月20日‐1945年4月20日、親衛隊大佐パウル・ダーム（ドイツ語版）
- 「クニン」占領地区警察指導者（Polizeigebietsführer „Knin“）
  1. 1943年7月27日‐1944年5月20日、親衛隊上級大佐リヒャルト・カーゼラー（ドイツ語版）
- 「サラエヴォ」占領地区警察指導者（Polizeigebietsführer „Sarajevo“）
  1. 1943年1月1日‐1944年4月26日、親衛隊大佐ヴェルナー・フロム（ドイツ語版）

「アドリア海沿岸」親衛隊及び警察高級指導者（Höhere SS- und Polizeiführer „Adriatisches Küstenland“）指揮下
- 「クヴァルネル湾」占領地区親衛隊及び警察司令官（SS- und Polizeigebietskommandeur „Quarnero“）
  1. 1944年10月27日‐1945年5月、親衛隊中佐ヴィルヘルム・トラウプ（Wilhelm Traub）
- 「イストリア半島」占領地区親衛隊及び警察司令官（SS- und Polizeigebietskommandeur „Istrien“）
  1. 1944年10月27日‐1945年5月、親衛隊少将ヨハン＝エラスムス・フォン・マルゼン＝ポニカウ（ドイツ語版）男爵
- 「トリエステ」占領地区親衛隊及び警察司令官（SS- und Polizeigebietskommandeur „Triest“）
  1. 1944年10月27日‐1945年5月、親衛隊少佐ゲオルク・ミヒャエルゼン（ドイツ語版）
- 「ゴリツィア」占領地区親衛隊及び警察司令官（SS- und Polizeigebietskommandeur „Görz“）
  1. 1944年5月1日‐1945年5月、親衛隊少将カール・タウス（ドイツ語版）
- 「フリウーリ」占領地区親衛隊及び警察司令官（SS- und Polizeigebietskommandeur „Friaul“）
  1. 1944年10月27日‐1945年5月、親衛隊中佐ルドルフ・ヤーコプ・フォン・アルフェンスレーベン（ドイツ語版）